# Turó de Can Jordà (Santa Susanna)
El Turó de Can Jordà és una muntanya de 208 metres que es troba al municipi de Santa Susanna, a la comarca del Maresme.